# 吉姆 (科罗拉多州)
吉姆（英語：Kim），是美国科罗拉多州拉斯阿尼马斯县下属的一座城市。建市于1905年3月24日，面积大约为0.358平方英里（0.928平方公里）。根据2010年美国人口普查，该市有人口74人。2011年估计该市有人口72人，相比2010年人口增长率为-2.70%。同时，论人口该市是科罗拉多州第261大城市。